# Ciutat de la Cultura de Tunis
La Ciutat de la Cultura és un complex cultural de tretze hectàrees al centre de la ciutat de Tunis, on antany hi havia l'antiga Fira Internacional de Tunísia, a l'avinguda Mohamed V.

## Història
El projecte de la Ciutat de la Cultura està dirigit pel Ministeri de la Cultura.
La construcció, qualificada pel ministre Azedine Beschaouch de «estaliniana, estèticament molesta», es basa en un model arquitectònic caracteritzat per una mescla entre modernitat, estructures i materials nous i una empremta patrimonial a través de les formes i els colors. S'obre en quatre cares. La cara oest conté l'entrada oficial d'arquitectura futurista precedida per una geoda de vidre suspesa sobre columnes de seixanta metres d'altura. La cara sud, que dona al Parc dels Drets Humans, està proveïda d'una porta típica amb colors locals i una arcada de quaranta metres. La cara est comporta les voltes de les particions que separen els diferents departaments de la ciutat. L'entrada nord, finalment, presenta un disseny que plasma les set arts majors.
A l'interior, la ciutat haurà d'estar proveïda de diversos espais culturals destinats als espectacles, entre els quals una òpera amb aforament per 1800 persones, un museu nacional d'arts plàstiques modernes i contemporànies, una filmoteca, un centre nacional del cinema i de la imatge i un centre nacional del llibre i de la creació, així com un espai central en atri.